# Parafia św. Małgorzaty w Gąsewie Poduchownym
Parafia pw. Świętej Małgorzaty w Gąsewie Poduchownym – parafia rzymskokatolicka należąca do dekanatu Krasnosielc, diecezji łomżyńskiej, metropolii białostockiej. Jest prowadzona przez księży diecezjalnych.

## Historia
Parafia Gąsewo powstała w 1387 r. na mocy dekretu bp. płockiego Ścibora. Weszło w jej skład dziesięć wsi oderwanych od parafii Sieluń. Wkrótce zbudowano drewniany kościół, który spłonął w 1656 roku podczas najazdu szwedzkiego. Następny kościół, konsekrowano w 1695 r. W latach 1791–1794 kościół ten, na polecenie bp. Wawrzyńca Gutowskiego rozebrano i pobudowano nowy, także drewniany, który służył wiernym do wielkiego pożaru w 1979 roku.
Obecny kościół, plebania i organistówka zostały pobudowane przez wiernych i ks. Michała Woję który był proboszczem gąsewskiej parafii w latach 1980–1987.

## Zasięg parafii
Do parafii należą wierni z miejscowości:

- Gąsewo Poduchowne,
- Biedrzyce-Stara Wieś,
- Biedrzyce-Koziegłowy,
- Boruty,
- Chojnowo,
- Nowe Gąsewo,
- Guty Duże,
- Guty Małe,
- Kałęczyn,
- Krzyżewo-Jurki,
- Olki, Poświętne,
- Rawy,
- Rzechowo-Gać,
- Rzechowo Wielkie,
- Rzechówek,
- Nowy Szczeglin,
- Szczeglin Poduchowny,
- Zalesie,
- Zamość Niezgoda

## Proboszczowie
- ks. Michał Woja (1980–1987)[2]
- ks. Stanisław Dzienkiewicz (2000–2004)[3]
- ks. Andrzej Kotarski (2004 –2016)[2][3]
- ks. Andrzej Golbiński (2016–2021 )[4]
- ks. Robert Ratomski (od 2021)[5]